# 30886 Hayashitadashi
30886 Hayashitadashi este o planetă minoră (asteroid) din centura de asteroizi. A fost descoperită pe 17 noiembrie 1992 la Kitami Observatory⁠(d) de Kin Endate. 
Obiectul prezintă o orbită caracterizată de o semiaxă mare de 2,6877412 UAi, o excentricitate de 0,21, o înclinație de 14,00942 ° în raport cu ecliptica.